# 交聯鍵
交聯鍵為連接一個聚合體與其它聚合物的鍵。它們可以是共價鍵或是離子鍵。交聯（cross-linking）是线型高分子之间通过化学键的连接现象，一般是指高度交联后形成不溶或不熔的三维网状结构高分子的反应。
“聚合物鏈”可以指合成聚合物或天然聚合物（如蛋白質）。當交聯鍵用於合成聚合物的科學領域時，它通常指的是使用交聯鍵，以促進聚合物物理性質的差別。當交聯鍵使用於生物領域，它指的是使用一個探針與蛋白質連接在一起，檢查蛋白質交互作用，以及其它的交聯鍵方法。
交聯鍵通常被使用於合成聚合物化學和生物科學。雖然該名語常被使用來指這兩個科學的“聚合物鏈的連接基”，但交聯鍵的範圍和交聯鍵的特異性還是有所不同。當然，在所有的科學也會有一定程度的重疊，以下的劃定為開始，以了解的它們細微的差異。
當交聯鍵被添加到長橡膠分子時，它的伸縮性會降低，硬度會增加並且熔點也會增加。

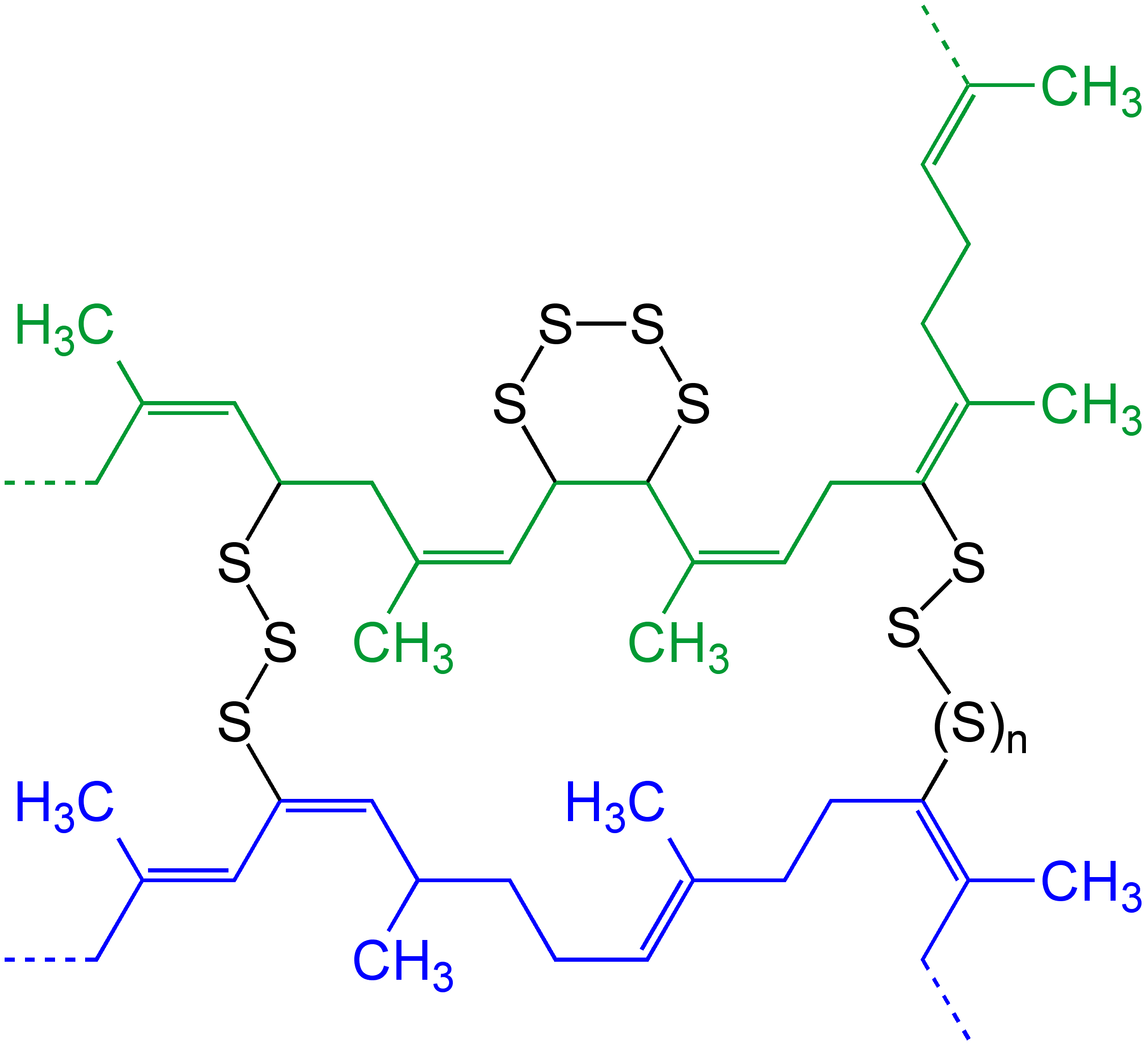
硫化為交聯鍵的一個例子。天然橡膠硫化後，兩条聚合物鏈（藍色 and 綠色）的交聯鍵示意图（n = 0，1，2，3，...）

## 交聯鍵合成聚合物化學
當聚合物鏈藉由交聯鍵連接在一起，他們失去一些他們作為單獨聚合物鏈移動的能力。例如，液態聚合物（液態聚合物鏈可自由地流動）可透過交聯鍵而形成一個“固體”或“凝膠”。
在聚合物化學中，當一個合成的聚合物被敘述為是交聯鍵，它通常是指整個聚合物的體積被顯露在交聯鍵的方法中。所得到的物理性的性質改變取決於交聯鍵的密度。低密度的交聯鍵會降低聚合物熔體的黏度。中間密度的交聯鍵會轉變膠狀聚合物形成具有彈性體和潛在高強度的聚合物。非常高密度的交聯鍵會造成物質變得非常堅硬或玻璃狀的，如酚醛樹脂。

### 交聯鍵的形成
交聯鍵可以透過熱，壓力，改變pH值，或輻射等化學反應而形成。例如，混合未聚合或部分聚合的樹脂與被稱為 交聯鍵試劑 的特別化學藥劑，反應形成交聯鍵的化學反應。交聯鍵也可用來誘發一般的熱塑性塑料，透過曝露在輻射來源，例如曝露在電子束，γ-輻射，或UV光。例如，電子束處理便用於交聯鍵C類型的聚乙烯。其它類型的交聯鍵聚乙烯藉由加入過氧化物的過程中，擠壓（A型）或通過加入交聯鍵試劑（如乙烯基矽烷）和催化劑的擠壓，然後進行擠壓後固化過程中加工。
硫化的化學過程是一種交聯鍵，它改變橡膠的特性，使橡膠變得更堅硬，耐用的材料，而此橡膠相關於汽車和自行車輪胎。這個過程通常被稱為硫化的加工，硫化一詞來源於火神，羅馬的火神。然而這是一個緩慢的過程。一種典型的汽車輪胎，在150℃下固化15分鐘。然而時間可透過加入催速劑如2 -苯並噻唑硫或二硫化四甲基秋蘭姆來減少。這兩種含有硫原子的分子引發起的硫鏈與橡膠的反應。催速劑透過催化橡膠分子硫鏈的加成來提高固化速率。
交聯鍵是熱固性聚合物的特性屬性。在大多數情況下，交聯鍵是不可逆的，而且所得到的熱固性材料在加熱的情況之下將會降解或燃燒，而不會融化。特別是在商業上所使用塑料，一旦有一個物質是交聯鍵的，此產品是非常困難或不可能回收的。在某些情況下，雖然，如果交聯鍵的鍵是足夠有差異的，在化學性質上，從形成所述聚合物的鍵，該過程可以顛倒。燙髮的解決方案，例如，打破和重新自然形成的蛋白質鏈在頭髮之間發生交聯鍵（二硫鍵）。

### 交聯鍵的物理特性
化學共價交聯鍵鍵有穩定的機械性和熱性，所以一旦形成是不容易折斷。因此，像汽車輪胎這種的交聯鍵產物不容易回收。一類被稱為熱塑性彈性體的聚合物依賴於在他們的微觀結構的物理性交聯鍵，以達到穩定，並且廣泛地應用於非輪胎的應用，如雪地車的軌道和醫療用途的導管。他們提供了一個比傳統的交聯鍵彈性體更廣泛的範圍的特性，因為作為交聯鍵的構域是可逆的，因此可以透過熱進行改造。穩定的構域可能非結晶（如苯乙烯 - 丁二烯嵌段共聚物）或結晶的熱塑性共聚酯。

### 交聯鍵的氧化特性
許多聚合物發生氧化的交聯鍵，通常在暴露於大氣中的氧。在某些情況下這是不希望的，因此聚合反應會使用抗氧化劑來延緩氧化的交聯鍵的形成。在其他情況下，當透過氧化來形成交聯鍵是想要的，一種氧化劑如過氧化氫可被用來加速該過程。
上述的情況可應用在對頭髮燙髮，此狀況為氧化交聯鍵的一個例子。在此過程中的二硫鍵被還原，通常使用硫醇，如巰基乙酸銨。在此之後，頭髮變得捲曲，然後'中和'。中和劑通常為過氧化氫，這是將造成新的二硫鍵形成的氧化條件，然後將頭髮永久地固定到它的新結構。

## 生物科學中的交聯鍵
天然存在於人體的蛋白質可以包含透過酵素催化的或自發反應產生交聯鍵。這樣的交聯鍵對於產生物理性的穩定結構是很重要的，例如毛髮，皮膚和軟骨。二硫鍵的形成是最常見的交聯鍵，但異肽鍵的形成也很常見。蛋白質也可以是人工的交聯鍵所使用的小分子的交聯鍵劑。在角膜受損的膠原蛋白，也被稱為圓錐角膜，可以使用臨床的交聯鍵處理。

### 交聯鍵劑應用於蛋白質研究
鄰近的蛋白質的相互作用可以巧妙地透過使用交聯鍵劑進行研究。例如，在一個細胞裡，蛋白質A和蛋白質B為相當靠近彼此，而化學交聯鍵劑可作為探針，蛋白質交互作用的探針，透過將它們放在一起，破壞細胞，並且尋找交聯鍵的蛋白質。
不同的交聯鍵劑的使用於分析蛋白質亞基，蛋白質交互作用和蛋白質功能的各種參數。而所使用的交聯鍵劑，差異主要在不同的間隔臂的長度。油單位結構被推斷，由於交聯鍵劑只會結合在自然狀態表面的殘留物。蛋白質相互作用往往過於微弱或很容易地被檢測到瞬間的狀態，但是，透過交聯鍵，此相互作用可以被穩定，捕獲並且分析。
一些常用的交聯鍵劑的例子為亞氨酸酯交聯鍵劑二甲亞胺，N-羥基丁二酰亞胺酯交聯鍵劑BS3和甲醛。通過交聯鍵劑，每個交聯鍵劑透過交聯鍵誘導離胺酸的親核攻擊和隨後的共價鍵合。零長度的碳二亞胺交聯鍵劑EDC功能透過轉換成羧基結合到賴氨酸殘基或其他可用的伯胺胺反應的異脲中間體。 SMCC或它的水溶性類似物，磺基-SMCC，通常使用於製備抗體 - 半抗原結合物的抗體開發。
在體內的交聯鍵使用光反應氨基酸類似物蛋白複合物是由在2005年，研究人員從分子細胞生物學和遺傳學的馬克斯普朗克研究所介紹。在這種方法中，細胞生長與光反應diazirine類似物，亮氨酸和蛋氨酸，摻入蛋白質。當暴露於紫外光時，diazirines被激活並結合到相互作用內含光反應性氨基酸類似物的蛋白質（UV交聯鍵）。

## 交聯鍵聚合物的應用
合成的交聯鍵聚合物有許多用途，包括那些應用在生物科學，像是形成凝膠電泳時所使用的聚丙烯醯胺凝膠。輪胎使用的合成橡膠是透過硫化過程中所產生的交聯鍵橡膠製成。另外大多數橡膠製品的交聯鍵，使他們更有彈性。硬殼划艇也是交聯鍵聚合物製造。
醇酸瓷漆是最主要的商業性油性漆，暴露在空氣中之後，由氧化的交聯鍵固化。
新的交聯鍵使用可以用在再生醫學，其中的生物支架使用交聯鍵，以改善其物理特性，更特別地提高了在水中的耐溶解度。

## 測量交聯鍵的程度
交聯鍵通常是通過溶脹實驗來測定。在特定的溫度，交聯鍵 的樣品被放置在一個良好的溶劑中，並且在質量上改變或體積上改變進行測量。越多的交聯鍵，越少的溶脹是可以預期的。依據溶脹的程度，弗洛裡交互作用參數（有關於樣品與溶劑的相互作用），溶劑的密度，交聯鍵的理論程度可以依據弗洛裡的網絡理論來計算。兩個ASTM標準是常用於描述交聯鍵熱塑性塑料的程度。在ASTM D2765，將樣品稱重，然後置於溶劑24小時，當樣品溶脹時再次稱重，然後乾燥以及在最後的時間再次稱重，溶脹和可溶部分的程度是可以被計算。在另一個ASTM標準，F2214，樣品被放置在可以測量高度變化的儀器，允許使用者測量體積的變化。交聯鍵的密度可以被計算出來。